# Альбрехт IV Габсбург
Альбрехт IV Мудрий (нім. Albrecht IV der Weise ; бл. 1188 — 22 листопада 1239) — граф Габсбург, представник династії Габсбургів, ландграф Верхнього Ельзасу, граф Ааргау, капітан Страсбурга; син Рудольфа II, графа Габсбург.

## Біографія
Після смерті графа Рудольфа II в 1232, його сини Альбрехт IV і Рудольф III розділили родові володіння: першому дісталася західна частина, включаючи замок Габсбург, Аргау і Зундгау, а іншому землі в східній Швейцарії. Основною лінією вважалися нащадки Альбрехта IV, а спадкоємці Рудольфа III стали називатися графами Габсбург-Лауфенбург.
Альбрехт брав участь у хрестовому поході до Святої Землі, який очолював король Наварри Тібо I, де він і помер у 1239 році. Альбрехт був батьком імператора Рудольфа I, який успадкував графство Габсбург після смерті батька, а потім став першим імператором з династії Габсбургів.

## Родина
Дружина — Гельвіга фон Кібург (бл.1192 —1260), дочка Ульріха, графа Кібурзького та Анни Церінген.
Діти:
- Рудольф I (1 травня 1218 —1291) — граф Габсбург з 1240, король Німеччини з 1273
- Альбрехт V (до 1228 —1254) — канонік у Страсбурзі та Базелі
- Хартманн (пом. 1251)
- Кунігунда — 1-й чоловік Генріх, граф Кюсенберг і Штулінген з 1245; 2-й чоловік Отто III фон Окзенстейн (пом. 26 вересня 1289/березень 1290), ландграф Ельзаса
- дочка (пом. 30 січня 1250) — черниця в Брайсгау; чоловік — Альвіг VI, граф Зульц (пом. до 1236)